# Самарский, Дмитрий Иванович
Дмитрий Иванович Самарский (18 мая 1899 года, город Ровеньки  — 7 октября 1960 года, Москва) — советский военный деятель, Генерал-лейтенант (1945 год).

## Начальная биография
Дмитрий Иванович Самарский родился 18 мая 1899 года в городе Ровеньки ныне Луганской народной республики.

## Военная служба

### Первая мировая и гражданская войны
В октябре 1918 года был призван в ряды РККА и направлен красноармейцем в 8-й казачий дивизион (28-я стрелковая дивизия). В июле 1919 года был назначен на должность помощника командира сотни 3-го казачьего полка (конная группа 9-й армии, затем — 1-я Конная армия), в составе которой принимал участие в боевых действиях против войск под командованием генерала А. И. Деникина.
В марте 1920 года был направлен на учёбу на кавалерийские курсы 1-й Конной армии, дислоцированные в Таганроге, курсантом которых принимал участие в боевых действиях на Юго-Западном фронте в ходе советско-польской войны, а затем против войск под командованием генерала П. Н. Врангеля.

### Межвоенное время
С ноября 1920 года продолжил служить в составе 1-й Конной армии на должностях помощника командира эскадрона в 3-й запасной дивизии и 112-го полка (56-я кавалерийская бригада).
В мае 1921 года был назначен на должность командира взвода 66-го кавалерийского полка (11-я кавалерийская дивизии), дислоцированного в Кременчуге, в октябре — на должность командира эскадрона 62-го и 63-го кавалерийских полков, дислоцированных в Гомеле. В октябре 1924 года был назначен на должность начальника штаба 63-го кавалерийского полка (8-я кавалерийская дивизия), после чего принимал участие в боевых действиях против басмачества на Туркестанском фронте.
В сентябре 1928 года был направлен на учёбу на кавалерийские курсы усовершенствования командного состава в Новочеркасске, после окончания которых в декабре 1931 года был назначен на должность начальника 2-й части штаба 1-го конного корпуса, дислоцированного в Проскурове.
В январе 1932 года был направлен на учёбу в Военную академию имени М. В. Фрунзе, после окончания которой в марте 1936 года был назначен на должность начальника штаба 7-й кавалерийской дивизии, дислоцированной в Минске, а в июне 1937 года — на должность начальника штаба 3-го кавалерийского корпуса, после чего принимал участие в ходе похода в Западную Белоруссию.
В июле 1940 года был назначен на должность командира 57-й мотострелковой дивизии (Забайкальский военный округ).

### Великая Отечественная война
С началом войны Самарский находился на прежней должности.
В феврале 1942 года был назначен на должность начальника штаба 61-й армии, а в июне 1943 года — на должность командира 19-го стрелкового корпуса, который принимал участие в боевых действиях в ходе Курской битвы, Орловской и Черниговско-Припятской наступательных операций и освобождении города Новгород-Северский. Вскоре корпус форсировал Днепр, захватив плацдарм в районе пгт Лоев (Гомельская область), а затем принимал участие в ходе Гомельско-Речицкой и Могилёвской наступательных операций, в ходе последней освободил город Быхов. Вскоре корпус дважды форсировал реку Неман, освободил городом Мариямполе, выйдя к границе Германии, и в ходе Мемельской наступательной операции в октябре 1944 года корпус освободил до 300 населённых пунктов, выйдя к Балтийскому морю южнее Мемеля. В ходе наступательная операция по разгрому мемельской группировки в январе-феврале 1945 года корпус освободил сам город, при этом очистив косу Курише-Нерунг, после чего корпус занял оборону, а в апреле 1945 года был включён в состав Ленинградского фронта.

### Послевоенная карьера
После окончания войны Самарский находился на прежней должности.
В мае 1946 года был назначен на должность старшего преподавателя кафедры оперативного искусства Высшей военной академии имени К. Е. Ворошилова, а в мае 1947 года — на должность заместителя начальника штаба Советской военной администрации в Германии. В мае 1950 года Самарский был направлен на учёбу на высшие академические курсы при Высшей военной академии имени К. Е. Ворошилова, после окончания которых в ноябре 1951 года был назначен на должность помощника командующего 5-й армией (Приморский военный округ).
Генерал-лейтенант Дмитрий Иванович Самарский в декабре 1954 года вышел в запас. Умер 7 октября 1960 года в Москве.

## Награды
- орден Ленина;
- четыре ордена Красного Знамени;
- орден Суворова 2 степени;
- орден Кутузова 2 степени;
- медали.